# Elias Wolf starejši
Elias Wolf (tudi Wolff), slovenski slikar rojen in umrl neznano kdaj in kje.
V starih listinah je dokumentirano, da je Wolf deloval od leta 1595 do 1626.
Dokumentiran je Wolfov podpis na freskah severne  ladijske stene v cerkvi Sv. Primoža in Felicijana na Sv. Primožu nad Kamnikom s podpisom WE Elias Wolf AnnO 1592, zato so mu jih pripisovali, čeprav napačno. Wolf je bil spreten slikar, ki je ustvarjal po vzorih italijanskega in nizozemskega marinizma, kar se sklepa po 2 ohranjenih risbah (risanih po originalih, ki jih je videl na Dunaju) v Valvasorjevi zbirki v Zagrebu: Vesoljni potop (imenovana tudi Krajina), podpisano ABL (Abraham Bloemart), Elias Wolf gescheschen (sic!) in Win 1617 in Amazonka (imenovana tudi Alegorija), podpisano Mateus (Grund)ulach, Elias Wolf, geschehen in Win den 30. julius. Morda je 1626 še naslikal Zadnjo sodbo za nagrobnik matere škofa T. Hrena Uršule (pokopane na šentpetrskem pokopališču v Ljubljani) ter mojstrsko pozlatil, posrebril in poslikal podobo Marije Magdalene v ljubljanski stolnici.
Elias Wolf je oče slikarja E. Wolfa rojenega okoli leta 1595 v Ljubljani.